# Euphorbia hieroglyphica
Euphorbia hieroglyphica är en törelväxtart som beskrevs av Ernest Saint-Charles Cosson, Michel Charles Durieu de Maisonneuve och Pierre Edmond Boissier. Euphorbia hieroglyphica ingår i släktet törlar, och familjen törelväxter.
Artens utbredningsområde är Algeriet. Inga underarter finns listade i Catalogue of Life.